# Sašo Robič
Sašo Robič (* 5. Mai 1967 in Jesenice; † 7. August 2010 in Peračica, Radovljica) war ein ehemaliger jugoslawischer Skirennläufer.

## Karriere
Robič gab sein internationales Renndebüt bei den Juniorenweltmeisterschaften 1983 in Sestriere, wobei er den 12. Platz im Riesenslalom belegte. 1984 und 1985 wurde er hinter Atsushi Itō bzw. Rainer Salzgeber Vizejuniorenweltmeister im Slalom.
Seine ersten Weltcuppunkte gewann Robič am 17. Januar 1989 mit Rang 15 beim Riesenslalom von Adelboden. Aufgrund dieser Leistung wurde er für die Weltmeisterschaften in Vail, Colorado nominiert. Dort erreichte er im Super-G Rang 23. In Riesenslalom, Slalom und Alpiner Kombination schied er jeweils aus.
In den darauffolgenden Wintern konnte Robič nicht mehr an dieses Niveau anknüpfen. Seine letzten Weltcuppunkte gewann er als Zwölfter beim Riesenslalom von Veysonnaz am 23. Januar 1990.
Nach dem Ende seiner aktiven Karriere arbeitete Robič unter anderem als Jugendtrainer für den ASK Kranjska Gora.

## Privates
Sein Bruder war der Radrennfahrer Jure Robič.

## Erfolge

### Weltmeisterschaften
- Vail 1989: 23. Super-G, DNF Riesenslalom, DNF Slalom, DNF Alpine Kombination

### Weltcup
- 4 Platzierungen unter den besten 15

### Juniorenweltmeisterschaften
- Sestriere 1983: 12. Riesenslalom
- Sugarloaf 1984: 2. Slalom, DNF Riesenslalom
- Jasná 1985: 2. Slalom, 37. Abfahrt